# José Armando
José Armando de Macedo Soares Afonseca (Santos, 9 de novembro de 1908 — São Paulo, 4 de janeiro de 1988) foi um político brasileiro. Exerceu o mandato de deputado federal constituinte por São Paulo em 1946.
Filho de Eponina Macedo Soares Afonseca e Carlos Sá de Afonseca, José Armando de Macedo Afonseca teve mais membros da família que se dedicaram a carreira política. José Eduardo de Macedo Soares foi deputado federal pelo Estado do Rio de Janeiro, José Carlos de Macedo Soares que também exerceu o cargo de deputado federal e além disso foi Ministro da Justiça (1937) e interventor federal no Estado de São Paulo e José Roberto de Macedo Soares que foi Ministro das Relações Exteriores no ano de 1945.